# Phera wallengreni
Phera wallengreni är en insektsart som beskrevs av Carl Stål 1864. Phera wallengreni ingår i släktet Phera och familjen dvärgstritar. Inga underarter finns listade i Catalogue of Life.